# Соколовский, Павел Эмильевич
Павел Эмильевич (Емельянович) Соколовский (1860 — после 1915) — русский правовед, попечитель Харьковского учебного округа.

## Биография
Евангелическо-лютеранского вероисповедания. Родился в Риге, в семье пастора 6 (18) июля 1860 года.
Окончил юридический факультет Дерптского университета со степенью кандидата. С сентября 1888 по декабрь 1890 года совершенствовал образование в Русской семинарии для римского права при Берлинском университете.
Защитил в 1891 году в Галльском университете магистерскую диссертацию «Die Mandatsbürgschaft nach römischem und gemeinem Recht». С февраля 1891 года начал службу в Министерстве народного просвещения; в апреле получил в Дерптском университете степень магистра римского права и в июле был назначен приват-доцентом Киевского университета.
В ноябре 1894 года защитил в Харьковском университете докторскую диссертацию «Исследования в области права товарищества по римскому гражданскому праву» (Киев, 1893) и в мае 1895 года стал ординарным профессором по кафедре римского права Киевского университета.
В июле 1896 года перешёл на кафедру римского права Московского университета.
Воспитанный в строгой немецкой школе, он написал большой, широко задуманный труд «Die Philosophie im Privatrecht» (Т.1. — 1900). Тяжелые условия русской академической жизни времён Первой русской революции заставили Соколовского порвать связь с русскими университетами и русской наукой: летом 1906 года он получил приглашение в Берлинский университет, где стал читать лекции по римскому праву.
Был назначен 21 июля 1908 года попечителем Харьковского учебного округа, 1 января 1909 года произведён в чин действительного статского советника.
В 1915 году передал должность попечителя А. Л. Королькову, оставшись попечителем детских приютов в Ведомстве учреждений императрицы Марии.
Был владельцем поместья при бывшем замке Юргенсбург и 3400 десятин земли в Лифляндской губернии. У него родились две дочери (1899 и 1901 г. рожд.).
Награждён орденами:
- Св. Владимира 4-й ст.
- Св. Станислава 2-й ст.
- Св. Анны 2-й ст. (1899)
- Св. Владимира 3-й ст. (1911)
- Св. Станислава 1-й ст. (1913).